# ТЕС Сабія
ТЕС Сабія – потужна теплова електростанція в Кувейті, розташована за півсотні кілометрів на північний схід від столиці країни.
Контракт на спорудження станції уклали незадовго до іракського вторгнення до Кувейту, через що повноцінні роботи затримались на кілька років та почались лише в 1994-му. В період з 1998 по 2000 роки на майданчику ТЕС стали до ладу 8 парових турбін потужністю по 300 МВт, розрахованих на спалювання нафти. Окрім виробництва електроенергії, ця черга забезпечувала опріснення 378 млн літрів води на добу. Забір води для потреб комплексу (включаючи охолодження) організували із протоки Хор-ал-Сабія (відділяє від материка острів Бубіян) через канал довжиною 1,4 км. Відпрацьована вода скидалась до Кувейтської затоки по улоговині довжиною понад 3,5 км.
В 2008-му на майданчику реалізували призначений для покриття екстрених потреб проект Sabiya Emergency Power Plant, який складається із шести встановлених на роботу у відкритому циклі газових турбін General Electric LM6000, кожна з яких має потужність 50 МВт. В 2009-му їх доповнили ще однією газотурбінною чергою з чотирма встановленими на роботу у відкритому циклі турбінами General Electric потужністю по 62,5 МВт.
А на початку 2010-х запустили потужну парогазову чергу, котра має шість газових турбін General Electric Frame 9FA, попарно з’єднаних через котли-утилізатори з трьома паровими турбінами General Electric D11. Спершу в 2011-му запустили у режимі відкритого циклу газові турбіни, котрі забезпечили виробітку 1300 МВт електроенергії, а на наступний рік стали до ладу турбіни парові, що довело показник черги до 2000 МВт. Створення комбінованого парогазового циклу забезпечує показник паливної ефективності на рівні 56%. Нова черга була вже розрахована на споживання природного газу, котрий подається по газопроводу, прокладеному від кувейтського НПЗ Міна-Аль-Ахмаді (тут працює потужний газопереробний завод, а в порту Міна-аль-Ахмаді наявний плавучий термінал для імпорту зрідженого природного газу).
Подальший розвиток майданчику реалізували в межах проектів Sabiya Extension 1 та Sabiya Extension 2, завершених у 2015 та 2017 роках. Кожен з них мав дві газові турбіни Siemens SGT-5-4000F загальною потужністю 500 МВт. Перший з них вже перетворили на блок комбінованого парогазового циклу потужністю 750 МВт – в 2019-му General Electric завершила контракт, котрий передбачав поставку двох котлів-утилізаторів (з належного їй південнокорейського заводу Doosan) та однієї парової турбіни STF30 потужністю 260 МВт.
На 2020-й заплановане завершення проекту Sabiya Extension 3. На цей раз компанія Siemens сама створить повноцінний парогазовий блок, для чого постачить дві газові турбіни SGT5-4000F та одну парову турбіну SST5-5000. Потужність об’єкту має становити до 935 МВт (за іншими даними – 750 МВт).
Зв’язок станції з енергосистемою відбувається по ЛЕП, розрахованим на роботу під напругою 400 кВ та 275 кВ.